# Narcissus abscissus
Narcissus abscissus és una espècie de planta bulbosa que pertany a la família de les amaril·lidàcies que és endèmica als Pirineus.

## Descripció
És un narcís clàssic, les seves fulles són verdes o lleugerament glauques, erectes, entre dues a quatre fulles de 30 cm de llarg a un 1 cm d'ample aproximadament. La seva tija està comprimida, agudament de doble tall de 35 cm de llarg i el seu peduncle de 2,5 cm de llarg. Les seves flors són solitàries i horitzontals amb grans flors de 10 cm de diàmetre. Els seus pètals són blanquinosos o de color groc sofre (excepcionalment més foscos) torts, només imbricats a la base i una corona de color groc intens, gairebé paral·lels amb poca expansió en el marge, lobulat o dentat, 4 cm de llarg, 1,5–2 cm de diàmetre. Narcissus abcissus floreix a finals de primavera i creix en vessants i valls d'alta muntanya dels Pirineus al llarg de la frontera francoespanyola.

## Taxonomia
Narcissus abscissus va ser descrita per (Haw.) Schult. & Schult.f. i publicat a Syst. veg. 7:941, l'any 1830.
Etimologia
Narcissus nom genèric que fa referència del jove narcisista de la mitologia grega Νάρκισσος (Narkissos) fill del déu riu Cefís i de la nimfa Liríope; que es distingia per la seva bellesa.
El nom deriva de la paraula grega: ναρκὰο, narkào (= narcòtic) i es refereix a l'olor penetrant i embriagant de les flors d'algunes espècies (alguns sostenen que la paraula deriva de la paraula persa نرگس i que es pronuncia Nargis, que indica que aquesta planta és embriagadora).
abscissus: epítet llatí que significa "tallat".
Sinonímia
- Ajax abscissus Haw.
- Ajax serotinus Jord.
- Ajax tubulosus Jord.
- Narcissus muticus J.Gay
- Narcissus pseudonarcissus subsp. abscissus (Haw.) K.Richt.
- Narcissus pseudonarcissus subsp. muticus (J.Gay) Baker
- Oileus abscissus (Haw.) Haw.[5]